# На районі
«На районі» (англ. On My Block) — американський підлітковий комедійно-драматичний потоковий телесеріал, створений Лорен Юнґеріг, Едді Гонсалесом та Джеремі Гефтом. Перший сезон з десяти епізодів, вийшов на Netflix 16 березня 2018 року. 13 квітня 2018 року серіал було продовжено на другий сезон, а прем'єра відбулася 29 березня 2019 року. 29 квітня 2019 року серіал був поновлений на третій сезон, прем'єра якого відбулася 11 березня 2020 року. 29 січня 2021 року серіал було продовжено на четвертий, останній сезон, прем'єра якого відбулася 4 жовтня 2021 року.
У серіалах знімаються Сьєрра Капрі, Джейсон Дженао, Бретт Грей, Дієго Тіноко та Джессіка Марі Гарсія. Критики високо оцінили різноманітний акторський склад, сюжетні лінії та декорації серіалу.

## Сюжет
У бурхливому міському районі Лос-Анджелеса під назвою Фрірідж дружба чотирьох підлітків піддається випробуванням, коли вони переходять до середньої школи.

## Актори та персонажі
| Актор                | Роль                                  | Опис |
| -------------------- | ------------------------------------- | --- |
| Сьєрра Капрі         | Монсе Фінні                           | Вперта афро-латинська шибениця, лідер групи своїх друзів. Вихована батьком-одинаком, закохана в одного зі своїх найкращих друзів, Цезара |
| Джейсон Дженао       | Рубен «Рубі» Мартинес-молодший        | Розумний математик мексиканського походження, який часто служить голосом совісті для друзів                                              |
| Бретт Грей           | Джамал Тернер                         | Ботанік-афроамериканець. У першому сезоні він втягується у пошук прихованої схеми скарбів навколо RollerWorld                            |
| Дієго Тіноко         | Цезар Діас                            | Розумний підліток-латиноамериканець, змушений вступити у банду, як тільки його брат виходить з в'язниці, що заважає стосункам з Монсе    |
| Джессіка Марі Гарсія | Жасмін Флорес (2 сезон)               | Однокласниця головних героїв, закохана у Рубі                                                                                            |
| Хуліо Макіас         | Оскар «Моторошний» Діас (3 сезон)     | Старший брат Цезаря та високопоставлений член банди Сантос                                                                               |
| Пеггі Блоу           | Марісол Мартінес «Абуеліта» (4 сезон) | Бабуся Рубі |

## Сезони
| Сезон | Епізоди | Епізоди | Оригінальний показ | Оригінальний показ |
| Сезон | Епізоди | Епізоди | Перший показ       | Останній показ     |
| ----- | ------- | ------- | ------------------ | ------------------ |
| 1     | 10      | 10      | 16 березня 2018    | 16 березня 2018    |
| 2     | 10      | 10      | 29 березня 2019    | 29 березня 2019    |
| 3     | 8       | 8       | 11 березня 2020    | 11 березня 2020    |
| 4     | 10      | 10      | 4 жовтня 2021      | 4 жовтня 2021      |